# Sericolea calophylla
Sericolea calophylla är en tvåhjärtbladig växtart. Sericolea calophylla ingår i släktet Sericolea och familjen Elaeocarpaceae.

## Underarter
Arten delas in i följande underarter:
- S. c. calophylla
- S. c. grossiserrata